# Kvalifikace na Mistrovství Evropy ve fotbale 1984 – skupina 3
Zápasy kvalifikační skupiny 3 na Mistrovství Evropy ve fotbale 1984 se konaly v letech 1982 a 1983. Z pěti účastníků si postup na závěrečný turnaj vybojoval vítěz skupiny.

## Tabulka
| Tým         | B  | Z | V | R | P | VG | IG |
| ----------- | -- | - | - | - | - | -- | -- |
| Dánsko      | 13 | 8 | 6 | 1 | 1 | 17 | 5  |
| Anglie      | 12 | 8 | 5 | 2 | 1 | 23 | 3  |
| Řecko       | 8  | 8 | 3 | 2 | 3 | 8  | 10 |
| Maďarsko    | 7  | 8 | 3 | 1 | 4 | 18 | 17 |
| Lucembursko | 0  | 8 | 0 | 0 | 8 | 5  | 36 |

## Zápasy
| 22. září 1982                 |        |                |                                                                   |
| Dánsko                        | 2:2    | Anglie         | Idrætsparken, Kodaň diváci: 44 300 rozhodčí: Charles Corver (NED) |
| Hansen 68' (pen.) J.Olsen 89' | Report | Francis 8' 82' | Idrætsparken, Kodaň diváci: 44 300 rozhodčí: Charles Corver (NED) |

| 9. října 1982 |        |                            |                                                                                |
| Lucembursko   | 0:2    | Řecko                      | Stade Municipal, Lucemburk diváci: 5 000 rozhodčí: Karl-Heinz Tritschler (FRG) |
|               | Report | Anastopoulos 7' (pen.) 26' | Stade Municipal, Lucemburk diváci: 5 000 rozhodčí: Karl-Heinz Tritschler (FRG) |

| 10. listopadu 1982 |        |                                |                                                                        |
| Lucembursko        | 1:2    | Dánsko                         | Stade Municipal, Lucemburk diváci: 2 057 rozhodčí: Gérard Biguet (FRA) |
| Di Domenico 54'    | Report | Lerby 31' (pen.) Berggreen 67' | Stade Municipal, Lucemburk diváci: 2 057 rozhodčí: Gérard Biguet (FRA) |

| 17. listopadu 1982 |        |                          |                                                                                |
| Řecko              | 0:3    | Anglie                   | Kaftanzoglio Stadium, Thessaloniki diváci: 41 534 rozhodčí: Adolf Prokop (GDR) |
|                    | Report | Woodcock 1', 64' Lee 68' | Kaftanzoglio Stadium, Thessaloniki diváci: 41 534 rozhodčí: Adolf Prokop (GDR) |

| 15. prosince 1982                                                                                   |        |             |                                                                        |
| Anglie                                                                                              | 9:0    | Lucembursko | Wembley Stadium, Londýn diváci: 35 000 rozhodčí: Hreidar Jonsson (ISL) |
| Bossi 18' (vl.) Coppell 22' Woodcock 34' Blissett 44', 62', 86' Chamberlain 71' Hoddle 87' Neal 89' | Report |             | Wembley Stadium, Londýn diváci: 35 000 rozhodčí: Hreidar Jonsson (ISL) |

| 27. března 1983         |        |                                                           |                                                                        |
| Lucembursko             | 2:6    | Maďarsko                                                  | Stade Municipal, Lucemburk diváci: 4 000 rozhodčí: Gerard Geurds (NED) |
| Reiter 4' Schreiner 55' | Report | Póczik 30', 59', 69' Nyilasi 40' Pölöskei 50' Hannich 56' | Stade Municipal, Lucemburk diváci: 4 000 rozhodčí: Gerard Geurds (NED) |

| 30. března 1983 |        |       |                                                                      |
| Anglie          | 0:0    | Řecko | Wembley Stadium, Londýn diváci: 50 000 rozhodčí: Dušan Krchnak (TCH) |
|                 | Report |       | Wembley Stadium, Londýn diváci: 50 000 rozhodčí: Dušan Krchnak (TCH) |

| 17. dubna 1983                                               |        |                       |                                                                     |
| Maďarsko                                                     | 6:2    | Lucembursko           | Népstadion, Budapešť diváci: 15 000 rozhodčí: Edgar Azzopardi (MLT) |
| Hajszán 21' Nyilasi 33', 63' Kiss 35' Szentes 61' Burcsa 65' | Report | Reiter 56' Malget 57' | Népstadion, Budapešť diváci: 15 000 rozhodčí: Edgar Azzopardi (MLT) |

| 27. dubna 1983 |        |       |                                                                     |
| Dánsko         | 1:0    | Řecko | Idrætsparken, Kodaň diváci: 35 000 rozhodčí: Romualdas Yushka (URS) |
| Busk 76'       | Report |       | Idrætsparken, Kodaň diváci: 35 000 rozhodčí: Romualdas Yushka (URS) |

| 27. dubna 1983        |        |          |                                                                      |
| Anglie                | 2:0    | Maďarsko | Wembley Stadium, Londýn diváci: 60 000 rozhodčí: Pietro D'elia (ITA) |
| Francis 31' Withe 70' | Report |          | Wembley Stadium, Londýn diváci: 60 000 rozhodčí: Pietro D'elia (ITA) |

| 15. května 1983         |        |                                         |                                                                     |
| Maďarsko                | 2:3    | Řecko                                   | Népstadion, Budapešť diváci: 13 000 rozhodčí: Edvard Sostaric (YUG) |
| Nyilasi 24' Hajszan 88' | Report | Anastopoulos 15' Kostikos 32' Mihos 56' | Népstadion, Budapešť diváci: 13 000 rozhodčí: Edvard Sostaric (YUG) |

| 1. června 1983                            |        |             |                                                                  |
| Dánsko                                    | 3:1    | Maďarsko    | Idrætsparken, Kodaň diváci: 44 800 rozhodčí: Heinz Fahnler (AUT) |
| Elkjær 3' M.Olsen 81' Simonsen 85' (pen.) | Report | Nyilasi 29' | Idrætsparken, Kodaň diváci: 44 800 rozhodčí: Heinz Fahnler (AUT) |

| 21. září 1983 |        |                     |                                                                      |
| Anglie        | 0:1    | Dánsko              | Wembley Stadium, Londýn diváci: 80 000 rozhodčí: Alexis Ponnet (BEL) |
|               | Report | Simonsen 36' (pen.) | Wembley Stadium, Londýn diváci: 80 000 rozhodčí: Alexis Ponnet (BEL) |

| 12. října 1983 |        |                                |                                                                  |
| Maďarsko       | 0:3    | Anglie                         | Népstadion, Budapešť diváci: 25 000 rozhodčí: Bruno Galler (SUI) |
|                | Report | Hoddle 13' Lee 19' Mariner 42' | Népstadion, Budapešť diváci: 25 000 rozhodčí: Bruno Galler (SUI) |

| 12. října 1983                                     |        |             |                                                              |
| Dánsko                                             | 6:0    | Lucembursko | Idrætsparken, Kodaň diváci: 44 700 rozhodčí: Kaj Natri (FIN) |
| Laudrup 16', 23', 69' Elkjær 35', 58' Simonsen 41' | Report |             | Idrætsparken, Kodaň diváci: 44 700 rozhodčí: Kaj Natri (FIN) |

| 26. října 1983 |        |        |                                                                         |
| Maďarsko       | 1:0    | Dánsko | Népstadion, Budapešť diváci: 8 000 rozhodčí: Emilio Guruceta Muro (ESP) |
| Kiss 57'       | Report |        | Népstadion, Budapešť diváci: 8 000 rozhodčí: Emilio Guruceta Muro (ESP) |

| 16. listopadu 1983 |        |                         |                                                                         |
| Řecko              | 0:2    | Dánsko                  | Olympijský stadion, Athény diváci: 30 000 rozhodčí: Paolo Bergamo (ITA) |
|                    | Report | Elkjær 16' Simonsen 47' | Olympijský stadion, Athény diváci: 30 000 rozhodčí: Paolo Bergamo (ITA) |

| 16. listopadu 1983 |        |                                         |                                                                            |
| Lucembursko        | 0:4    | Anglie                                  | Stade Municipal, Lucemburk diváci: 12 000 rozhodčí: Cornelius Bakker (NED) |
|                    | Report | Robson 10', 56' Mariner 38' Butcher 80' | Stade Municipal, Lucemburk diváci: 12 000 rozhodčí: Cornelius Bakker (NED) |

| 3. prosince 1983     |        |                        |                                                                    |
| Řecko                | 2:2    | Maďarsko               | Olympijský stadion, Athény diváci: 3 000 rozhodčí: Ioan Igna (ROM) |
| Anastopoulos 9', 55' | Report | Kardos 12' Bodonyi 40' | Olympijský stadion, Athény diváci: 3 000 rozhodčí: Ioan Igna (ROM) |

| 14. prosince 1983 |        |             |                                                                              |
| Řecko             | 1:0    | Lucembursko | Olympijský stadion, Athény diváci: 5 000 rozhodčí: Velitchko Tzontchev (BUL) |
| Saravakos 18'     | Report |             | Olympijský stadion, Athény diváci: 5 000 rozhodčí: Velitchko Tzontchev (BUL) |